# Joachim Friedrich Krüger
Joachim Friedrich Krüger (* 15. März 1788 im Matersen; † 6. Oktober 1848 in Lübeck) war Kaufmann und Senator der Hansestadt Lübeck.

## Leben
Krüger sollte erst studieren und besuchte zwei Jahre das Pädagogium Halle. Mit dem Vermögensverfall des Vaters ließ sich der ursprüngliche Lebensplan nicht realisieren und Krüger erlernte in Lübeck den Beruf des Kaufmanns. Er war dann 1810 kurze Zeit in Wismar bei dem dortigen Senator Erdmann tätig und wurde von diesem finanziell unterstützt, als er sich in Lübeck in der Firma Erdmann, Krüger & Co. selbstständig machte und zunächst Mitglied der Krämerkompagnie wurde. Er wurde 1815 Mitglied der Lübecker Schonenfahrer. Krüger war zunächst als bürgerlicher Deputierter in Gremien der Stadt tätig. 1839 wurde er als wortführender Ältermann der Schonenfahrer in den Rat der Stadt gewählt. Er war tätig im Finanzdepartement, in der Baudeputation und in der Wasserkunst, dort zeitweilig als Präses. Krüger trat bereit 1846 als Ratsherr wegen seines „fortdauernden Krankheitszustandes“ in den Ruhestand. Er wohnte zuletzt An der Untertrave 103 und hatte ein Sommerhaus in der Roeckstraße 2, welches später auf seinen Schwiegersohn Senator Christian Theodor Overbeck überging.
Sein Sohn war der hanseatische Gesandte Friedrich Krüger.